# Krater van Derweze
De Krater van Derweze, ook wel bekend als de Poort naar de hel, is een brandende krater bij het dorp Derweze in de provincie Ahal in Turkmenistan (bij een provinciegrens, de krater zelf ligt in de provincie Daşoguz). Het vuur brandt al zeker decennia continu, mogelijk sinds 1971, en wordt gevoed door de rijke aardgasvoorraden in het gebied. De penetrante geur van vuur en zwavelverbindingen doordringt het gebied over enige afstand.
Het is een toeristische attractie, maar in januari 2022 kondigde de president van Turkmenistan, Gurbanguly Berdimuhamedow, aan dat hij laat onderzoeken of het vuur gedoofd kan worden, omdat het milieuvervuilend is, en verspilling van het gas.

## Geografie
De krater ligt midden in de woestijn Karakum op ongeveer 260 kilometer ten noorden van Asjchabad. De gasreserves hier zijn een van de grootste in de wereld. De naam "Poort naar de hel" werd door de lokale bevolking gegeven aan het veld, verwijzend naar het vuur, kokende modder en oranje vlammen in de grote krater van Derweze. De hotspot heeft een breedte van 60 meter en een diepte van ongeveer 30 meter.

## Geschiedenis
Het gebied rond Derweze is rijk aan aardgas. Tijdens het boren in 1971 vonden geologen per ongeluk een ondergrondse grot gevuld met aardgas. De grond onder de boortoren stortte in, waardoor een groot gat met een diameter van ongeveer 70 meter ontstond. Om ontlading van giftig gas te voorkomen, werd besloten het gas af te branden. Geologen hoopten dat het vuur uit zou gaan na een paar dagen, maar sindsdien brandt het gat nog steeds. Lokale bewoners gaven het gat de naam: Poort naar de Hel.
Wanneer opvangen van methaangas niet mogelijk is, is affakkelen veiliger en milieuvriendelijker dan het vrij laten komen in de atmosfeer. Methaan is een broeikasgas met een duidelijk sterker aardopwarmingsvermogen dan koolstofdioxide, het product van de verbranding van methaan.
Omdat Turkmenistan van plan is om de productie van aardgas te verhogen, bracht de president van Turkmenistan, Gurbanguly Berdimuhamedow, in april 2010 een bezoek aan het gat en verordende dat dit gesloten moet worden of andere maatregelen genomen moeten worden om de invloed op de ontwikkeling van andere aardgasvelden in het gebied te verminderen, maar tot 2022 werd nog geen actie ondernomen.